# Erhard Loretan
Erhard Loretan (født 28. april 1959, død 28. april 2011) var en schweizisk bjergbestiger.
Loretan blev født i Bulle i Kanton Fribourg i Schweiz. Han blev uddannet som møbelsnedker i 1979 og bjergguide i 1981 og begyndte sin karriere som bjergbestiger i en alder af 11. Han døde på sin 52. fødselsdag under en bestigning af Grünhorn i Schweiz.
Loretan var en af de få, der har besteget alle 14 otte-tusinder, en bedrift han udrettede i en alder af 36. Han foretog sin første ekspedition til Andesbjergene i 1980 og begyndte sin erobring af 8.000 meter tinder i 1982 med den dødbringende Nanga Parbat. 13 år senere, i 1995, klatrede han den sidste af dem, Kangchenjunga. I 1986 gjorde Loretan en revolutionerende bestigning af Mount Everest på kun 40 timer, bjergbestigning om natten og uden brug af supplerende ilt.
| Tinde         | År   |
| ------------- | ---- |
| Nanga Parbat  | 1982 |
| Gasherbrum II | 1983 |
| Gasherbrum I  | 1983 |
| Broad Peak    | 1983 |
| Manaslu       | 1984 |
| Annapurna     | 1984 |
| K2            | 1985 |
| Dhaulagiri    | 1985 |
| Mount Everest | 1986 |
| Cho Oyu       | 1990 |
| Shisha Pangma | 1990 |
| Makalu        | 1991 |
| Lhotse        | 1994 |
| Kangchenjunga | 1995 |